# Nauen
Nauen (pol. hist. Nowe) – miasto w Niemczech w kraju związkowym Brandenburgia, w powiecie Havelland.

## Geografia
Nauen leży ok. 18 km na zachód od Berlina i ok. 24 km na północ od Poczdamu.

## Współpraca
- Kreuztal, Nadrenia Północna-Westfalia
- Spandau, Berlin

## Komunikacja
W mieście znajduje się stacja kolejowa

## Przypisy

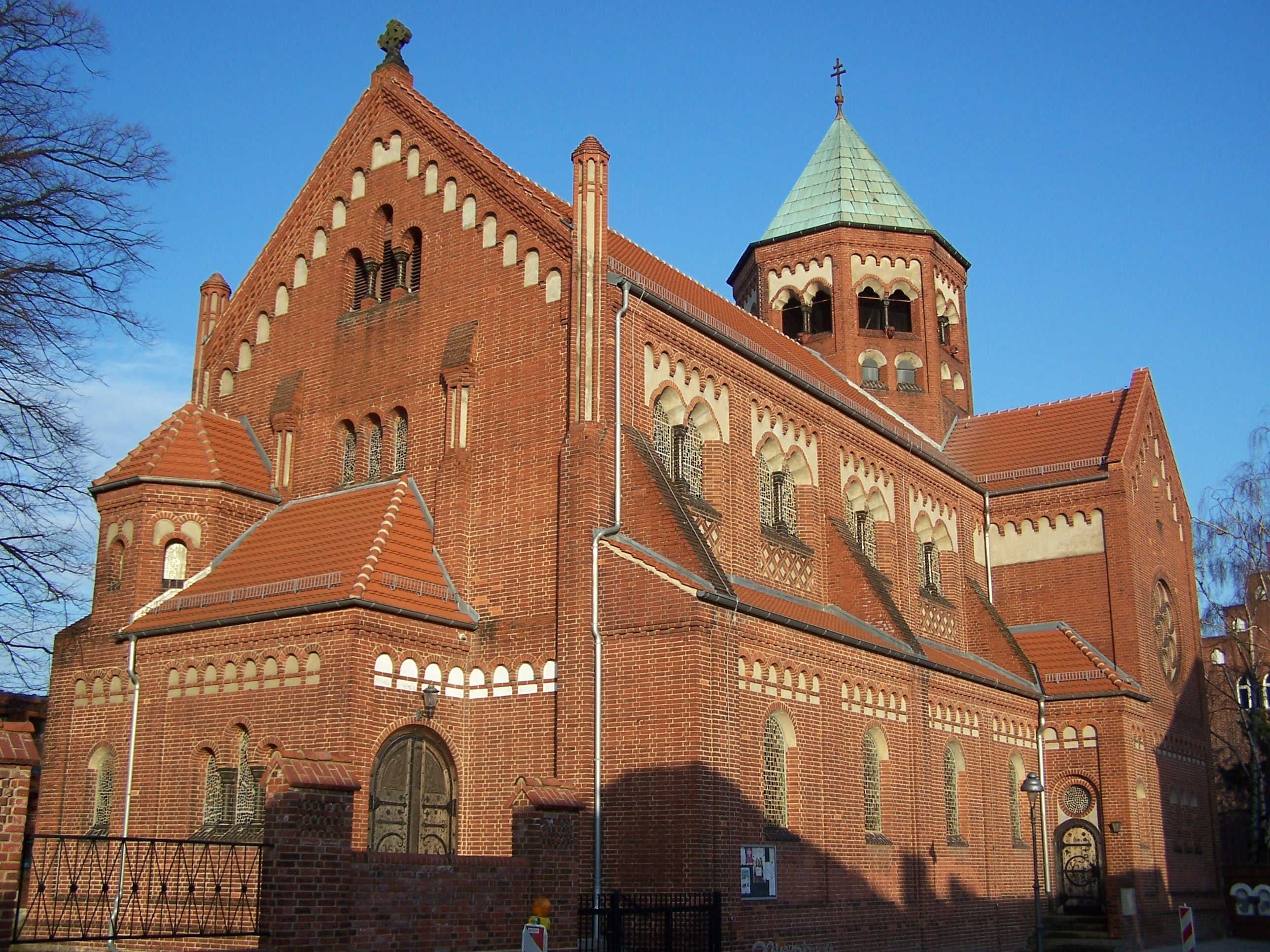
Kościół katolicki